# Liste der Monuments historiques in Ussy-sur-Marne
Die Liste der Monuments historiques in Ussy-sur-Marne führt die Monuments historiques in der französischen Gemeinde Ussy-sur-Marne auf.

## Liste der Bauwerke
| Bezeichnung        | Beschreibung              | Standort                  | Kennzeichnung | Schutzstatus | Datum | Bild           |
| ------------------ | ------------------------- | ------------------------- | ------------- | ------------ | ----- | -------------- |
| Kirche St-Authaire | Erbaut im 13. Jahrhundert | 1 bis, rue de Lizy (Lage) | PA77000027    | Inscrit      | 2013  | weitere Bilder |

## Liste der Objekte

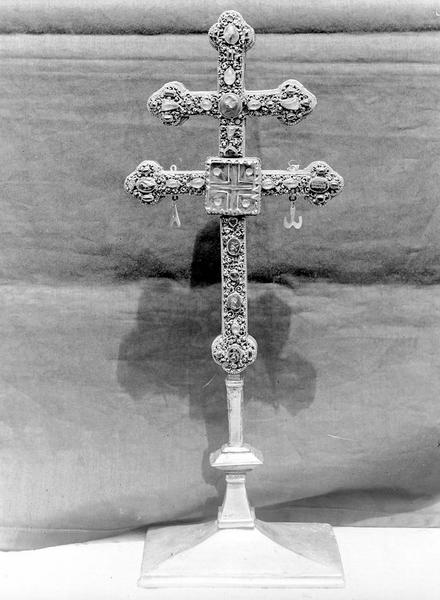
Kreuz aus dem 13. Jahrhundert in der Kirche St-Authaire, Foto: Félix Martin-Sabon (1846–1933)

- Monuments historiques (Objekte) in Ussy-sur-Marne in der Base Palissy des französischen Kultusministeriums